# 대곡초등학교 마진분교
대곡초등학교 마진분교는 경상남도 진주시 대곡면 마진한실로257번길 14 (마진리)에 있었던 초등학교 분교이다.

## 연혁
- 1948년 3월 11일 대곡국민학교 마진분교장 개교
- 1953년 6월 20일 마진국민학교로 승격
- 1990년 3월 1일 대곡국민학교 마진분교장 격하
- 1996년 3월 1일 대곡초등학교 마진분교
- 1998년 3월 1일 본교로 통폐합